# 奥斯卡·丰斯特
奥斯卡·丰斯特（1874年4月21日—1932年8月14日）是一位德国比较生物学家和心理学家，曾担任卡尔·斯图姆夫的研究助理，期间证实聰明的漢斯这匹马不能真正地进行计算。